# Ataa Jaber
Ataa Jaber (in ebraico עטאא ג'אבר‎?; in arabo عطاء جابر‎?; Majd al-Krum, 3 ottobre 1994) è un calciatore palestinese con cittadinanza israeliana, centrocampista del Qatar SC e della nazionale palestinese.

## Palmarès

### Club

#### Competizioni nazionali
- Coppa d'Israele: 1

Maccabi Haifa: 2015-2016